# 나포면
나포면(羅浦面)은 대한민국의 전북특별자치도 군산시에 설치된 면이다.

## 개요
나포면은 천혜의 금강하구언과 망해산 자락에 위치한 지역으로 농사를 지어오면서 오늘날에는 과수재배와 테마공원으로 급부상하여 도시민들의 먹거리, 볼거리, 삶의 체험현장으로 부각되는 지역이다. 일찍이 나포면 십자들에 철새먹이 사슬농작물 재배와 저농약 시범지구, 오리농법 등 친환경 농법을 시도하여 서울 등 대도시 시민들의 체험현장으로 활용하여 영농 현장을 견학시키고 우리 쌀의 입지를 제고시키는데 많은 성과를 거둔바 있다.

## 행정 구역
| 법정리 | 한자명 | 행정리 | 비고 |
| ------ | ------ | ------ | ---- |
| 나포리 | 羅浦里 |        |      |
| 장상리 | 將相里 |        |      |
| 옥곤리 | 玉崑里 |        |      |
| 부곡리 | 富谷里 |        |      |
| 주곡리 | 酒谷里 |        |      |
| 서포리 | 西浦里 |        |      |

## 학교
| 학교명       | 소재지                      | 비고        |
| ------------ | --------------------------- | ----------- |
| 나포초등학교 | 나포면 교동1길 23 (옥곤리)  |             |
| 나장초등학교 | 나포면 서라로 664 (나포리)  | 2002년 폐교 |
| 서왕초등학교 | 나포면 서왕길 34 (서포리)   | 1997년 폐교 |
| 나포중학교   | 나포면 등동1길 6-5 (옥곤리) |             |